# ALWAC III-E

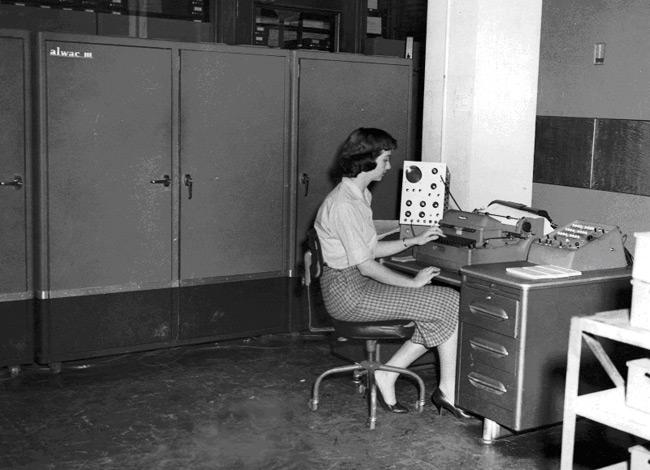
La programadora Irma Lewis, en la consola del ordenador Alwac III, 1959.

El ALWAC III-E fue un ordenador comercial que trabajaba con tubos de vacío, empleando una memoria de tambor magnético rotatorio como unidad de almacenamiento principal.
La creación del ALWAC III-E se le atribuye a Axel Wenner-Gren, y el nombre deriva de Axel Leonard Wenner-Gren Automatic Computer. No está clara la estructura interna del aparato, la fuente que parece más fiable habla de 275 tubos y 5.400 diodos con un coste de 60.000 USD, mientras que otras hablan de 132 tubos y 5.000 diodos de silicio con un coste de 80.000 USD, o de unos 500 tubos y 10.000 diodos con un coste de 76.950 USD.
Para operar el aparato se disponía de una máquina de escribir eléctrica con lectora/peforadora de cinta de papel. Trabajaba en coma fija, con un ancho de palabra de 32 bits de datos más un bit de signo, aunque la memoria principal incluía un bit adicional para el indicar el fin de palabra en el tambor magnético. Disponía de 4 registros de trabajo, dos acumuladores de 32 bits + signo (el principal añadía un bit para la recuperación del desbordamiento), que podían trabajar unidos para operaciones de doble precisión, un registro auxiliar de 32 bits + signo, y un registro índice de 16 bits. Las instrucciones eran de 4 o 16 bits de una sola dirección, por lo que una palabra podía contener 2, 3 o 4 instrucciones. El tiempo de ejecución de una instrucción (incluyendo el tiempo de acceso medio a la memoria) era de entre 5'25 y 5'75 milisegundos para una suma o resta, y de 21'25 ms para multiplicaciones y divisiones.
Un ALWAC III-E fue instalado en la Universidad de British Columbia, manteniéndose operativo entre 1957 y octubre de 1961. Otro fue instalado en la Universidad Estatal de Oregón (entonces Colegio Universitario).

## Memoria del aparato
"Los registros aritméticos del ordenador ALWAC son bucles circulares de información de una palabra de longitud. La información cambia cuando el cabezal de escritura magnético se conmutaba a un dispositivo de entrada o a un cabezal de lectura distinto del que formaba el bucle con él. Además de cuatro registros de una palabra, el tambor dispone de cuatro canales de 32 palabras de almacenamiento de trabajo desde el que se toman las instrucciones para ser ejecutadas y de donde los datos son recogidos para ser operados en los registros aritméticos. El almacenamiento de trabajo, a través de lo que es esencialmente una disposición en bucle, tenía un acceso más rápido que el resto del tambor, que forma el almacenamiento principal."

"El almacenamiento principal consta de 128 canales, de 32 palabras cada uno. Los canales de almacenamiento principal se pueden copiar en bloque a uno de los canales de almacenamiento de trabajo, y un canal de almacenamiento de trabajo se puede copiar en bloque a cualquier canal principal.
Manual de operación del ordenador ALWAC III"